# Paginaopmaak

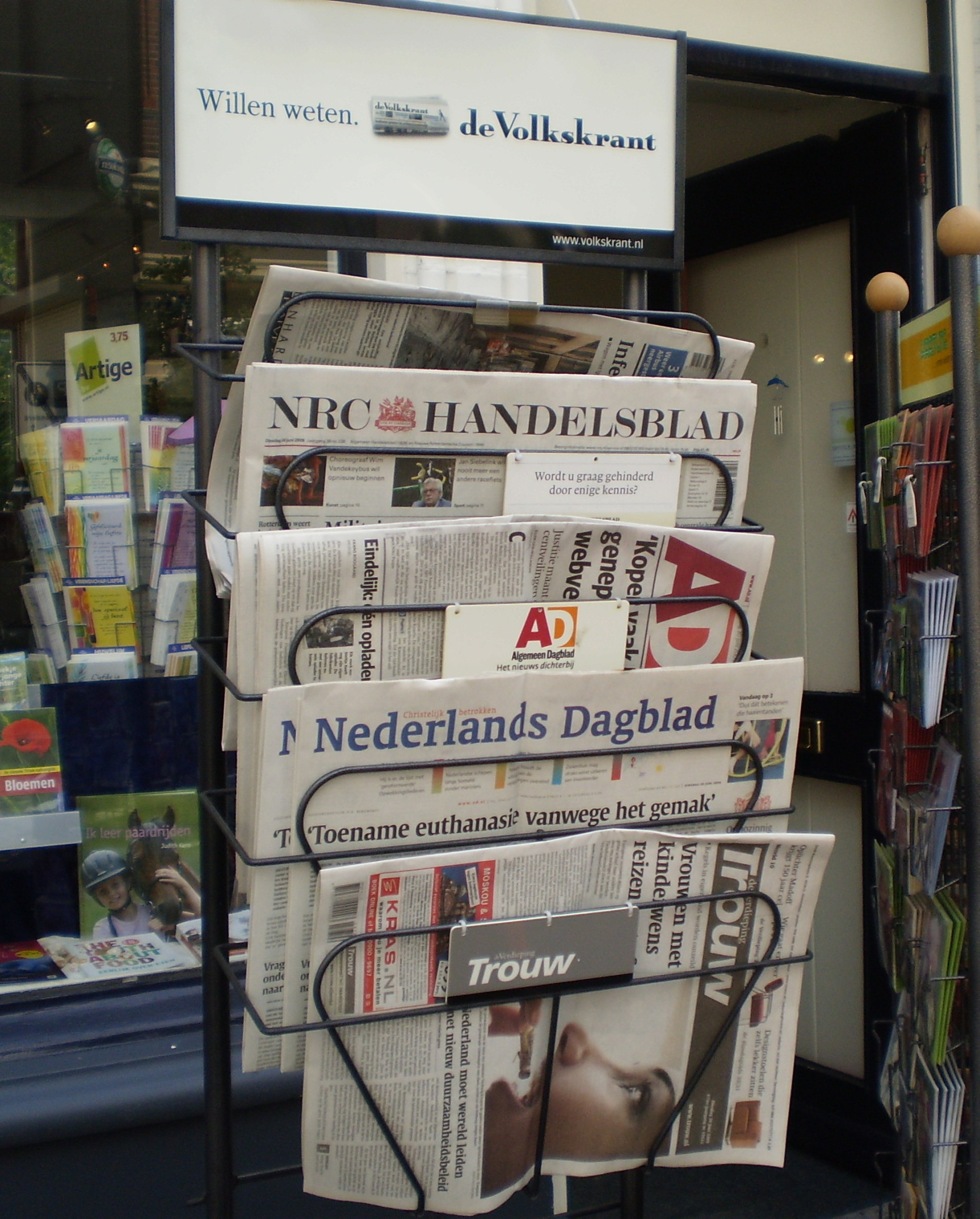
Opmaak van de voorpagina van enkele Nederlandse kranten (2009)

Paginaopmaak (vaak ook met het van het Engels afgeleide lay-out of format aangeduid) is het inrichten van een (grafisch) ontwerp van meestal drukwerk zodat de leesbaarheid optimaal wordt, of de bedoeling er het beste uitkomt. Het gaat dan om lettertypes, lettergroottes, kleuren, de posities op de pagina, de indeling in kolommen, de plaats van afbeeldingen, enzovoorts. Vaak is het doel een zo rustig mogelijk beeld op een bladzijde te krijgen, zodat het ontwerp niet afleidt van de boodschap. Professionele pagina's worden over het algemeen opgemaakt door vormgevers of ontwerpers. De opmaak (Engels: layout) wordt dus strikt onderscheiden van de inhoud (Engels: content).

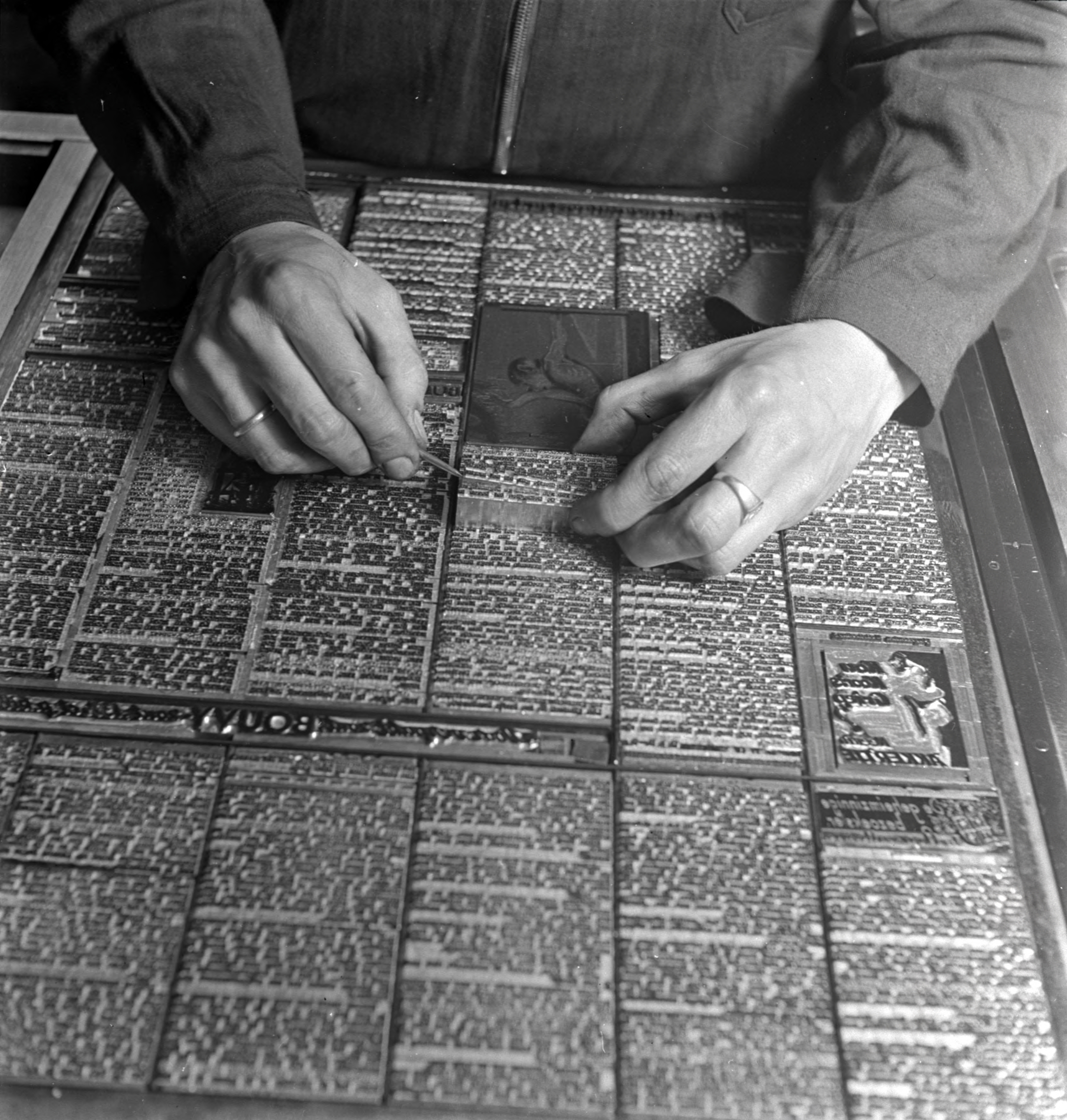
Met de hand zetten van een krantenpagina

Onder meer bij kranten en bij webpagina's is de opmaak belangrijk. Een goede opmaak zorgt ervoor dat de informatie gemakkelijk te herkennen en te lezen is. Gedrukte media (kranten en tijdschriften) worden opgemaakt met behulp van desktoppublishing (dtp). Een grafisch ontwerper maakt een zogenaamd stramien of grid, waarin een dtp'er de tekst kan laten inlopen en het beeldmateriaal kan plaatsen.
Voor een goed ontwerp dient gebruikgemaakt te worden van 
- kennis van typografie
- kennis van ontwerpconventies
- kennis van leesconventies.

Vaak wordt gebruikgemaakt van sjablonen, gestandaardiseerde ontwerpen die eenmaal worden opgezet en daarna met steeds verschillende elementen van tekst en beeld gevuld kunnen worden. Alle dagbladen en tijdschriften werken zo, evenals veel boekenuitgevers en ontwerpers voor veel visuele media.
In de journalistiek wordt veel belang gehecht aan een goede en herkenbare paginaopmaak. Hierbij gelden als voornaamste regels dat het belangrijkste artikel de grootste kop en de beste plaats krijgt (meestal linksboven, maar rechtsboven in landen waar van rechts naar links wordt gelezen). 
De verantwoordelijkheid voor de paginaopmaak ligt bij kranten in handen van een speciale opmaakredacteur. Sinds de introductie van elektronisch opmaken geschiedt de opmaak niet meer na het schrijven, maar schrijven journalisten vaak direct hun stuk in een reeds opgemaakt sjabloonpagina. 
Hierbij zijn te vermijden:
- hoerenjong (ook wel 'weduwe' genaamd), te vermijden door uitdrijven of inwinnen
- weeskind, te vermijden door uitdrijven of inwinnen

De basisopmaak van een pagina bevat meestal een kopregel, eventuele onderkoppen of inhoudsopgaven, en daaronder de tekst op de volle breedte of in kolommen (per regel vanwege de leesbaarheid), bij voorkeur met niet meer dan zes tot tien woorden.
Met het woord 'opmaak' wordt ook de afdeling in een drukkerij aangeduid waar het opmaken en vormgeven plaatsvindt. Ook de tekstcorrectie wordt er uitgevoerd. Soms werken er ook tekenaars, die de afbeeldingen natekenen die niet beschadigd of gescand mogen worden.

## Webpagina's
Bij de opmaak van webpagina's gelden in principe dezelfde uitgangspunten. Bijzonder is dat rekening moet worden gehouden met verschillende schermgroottes. De basislayout van een webpagina voldoet vaak aan de F-indeling: een kop bovenaan over de gehele breedte, een verticale navigatiebalk links en de rest van de inhoud in de overige ruimte. Vaak worden webpagina's beoordeeld op hun gebruiksvriendelijkheid.

## Animatie
Ook in de animatiewereld is dit een veel voorkomende term; tijdens het creatieproces van een tekenfilm wordt de omzetting van het script via visuele vormgeving in beeld gebracht aan de hand van een storyboard, waarbij naderhand elke sequence apart wordt uitgetekend of gelay-out. Dit is als het ware het technisch plan van een scène die naderhand door de animator verder wordt uitgewerkt volgens de instructies die op de lay-outs terug te vinden zijn.